# 長枝紫萼蘚
長枝紫萼蘚（学名：Grimmia elongata）为紫萼蘚科紫萼蘚屬下的一个种。